# Parc archéologique d'Ahouakro
Le parc archéologique d'Ahouakro est un site archéologique ivoirien localisé au Nord de la sous-préfecture de Tiassalé, à environ 150 km d'Abidjan.
Il figure sur la liste indicative du patrimoine mondial de l'Unesco depuis 2006.